# Nederlandse Bond van Correspondentieschakers
De Nederlandse Bond van Correspondentieschakers (NBC) werd opgericht op 19 november 1966 te Arnhem en is als bijzondere bond aangesloten bij de Koninklijke Nederlandse Schaakbond. De NBC is ontstaan, omdat een aantal sterke Nederlandse spelers het niet eens was met de manier waarop de KNSB hun belangen in de schaakwereld behartigde.
De NBC organiseert niet alleen de Nederlandse kampioenschappen, maar ook bekertoernooien, senioren- en veteranenkampioenschappen en thema-toernooien. Ook worden internationale teamwedstrijden georganiseerd. Het verenigingsorgaan heet "Schaakschakeringen" en verschijnt zes keer per jaar.
Het correspondentieschaak is veel ouder dan de bond. In 1804 is al een partij gespeeld tussen Friedrich Wilhelm Mauvillon, luitenant-kolonel in het Nederlandse leger in Den Haag en een van zijn officieren in Breda.
In een tweedaags bordschaaktoernooi dat in 1858 in Arnhem gehouden werd, was als speciale regel ingevoerd dat afgebroken partijen per correspondentie moesten worden uitgespeeld. Na de oprichting van de Koninklijke Nederlandse Schaakbond in 1873 duurde het tot 1899 voordat een correspondentietoernooi werd georganiseerd. Hierna gebeurde dit opnieuw in 1910, 1916, 1920 en 1924. Vanaf 1927 werden er continu nieuwe groepen gestart. Sterke bordspelers zoals de gebroeders Jonkheer Arnold, Dirk van Foreest, Jan te Kolsté, Max Marchand, Adolf Olland en Mr. Gerard Oskam deden regelmatig mee. 
In 1934 werd het eerste Nederlandse kampioenschap georganiseerd, dat door de heer T. ten Kate gewonnen werd. De eerste Nederlandse correspondentieschaak-grootmeester Kor Mulder van Leens Dijkstra was de enige die de titel drie keer won, namelijk in 1946, 1947 en 1948.
De NBC is aangesloten bij de ICCF, International Correspondence Chess Federation.  